# Cancellus viridis
Cancellus viridis is een tienpotigensoort uit de familie van de Diogenidae. De wetenschappelijke naam van de soort is voor het eerst geldig gepubliceerd in 1973 door Mayo.